# Cartuchos ICL

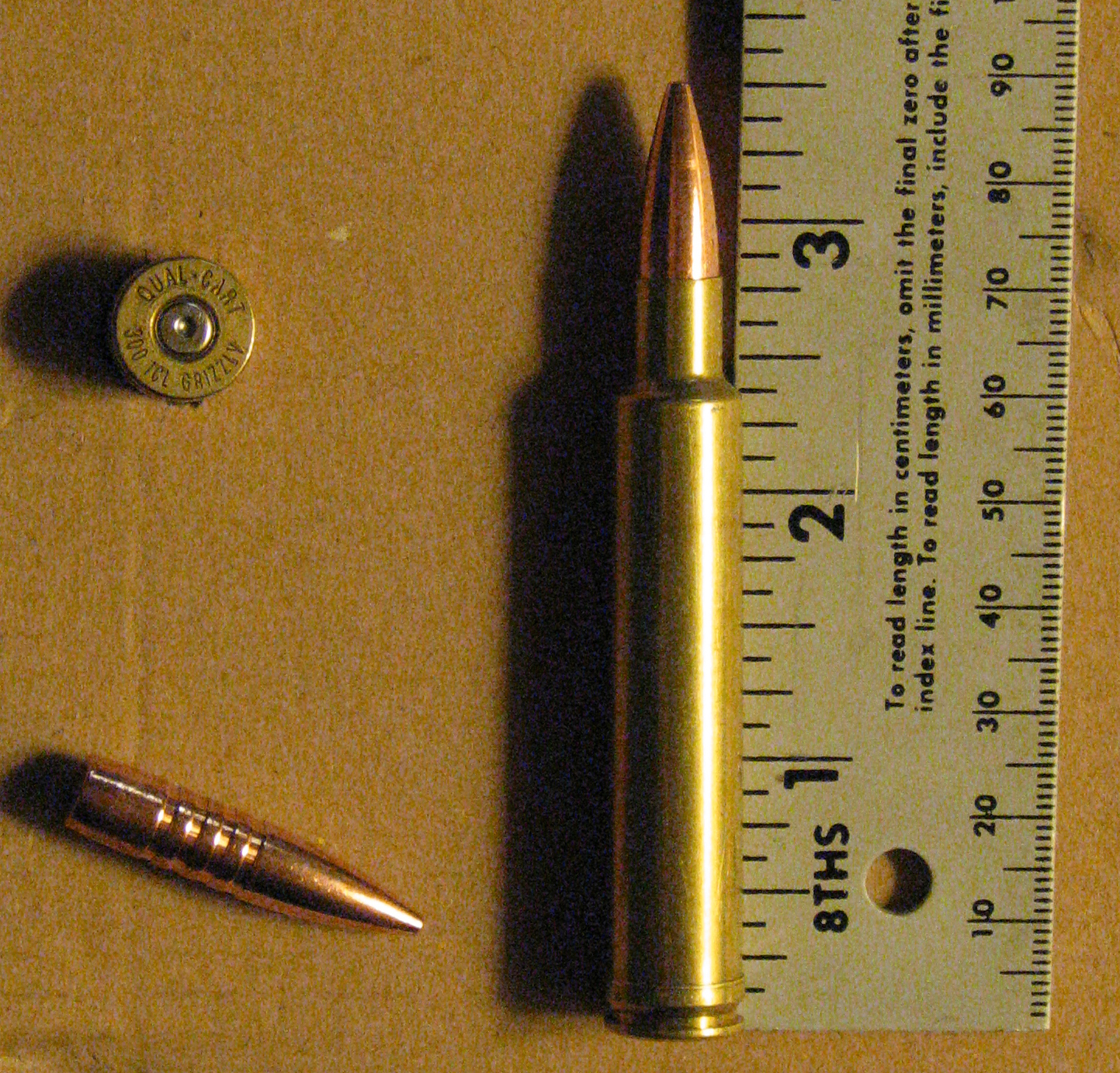
Um cartucho de rifle .300 ICL Grizzly com um projétil Barnes Triple Shock de

Cartuchos ICL (ICL, sigla para "Increased Case Load" ("Carga no Estojo Aumentada") é a designação de uma classe de raros cartuchos de caça selvagem desenvolvidos por Arnold & Vern Juenke, armeiros que possuíam a Saturn Gun Works em Reno, Nevada. Os cartuchos ICL são wildcats baseados em estojos convencionais em uso na época. Eles apresentam um "ombro" de 45 graus e são cilíndricos diferentes do cartucho pai que é cônico. 
A maioria desses cartuchos é considerada "aprimoramentos", pois simplesmente criam mais espaço para pólvora, mantendo o mesmo calibre do cartucho pai. A maior parte dessa linha de cartuchos possui um nome de animal, além de uma designação numérica. É uma das linhas mais completas de wildcats, com um grande número de cartuchos em vários calibres.
A Quality Cartridge é o único fabricante que fabrica novos estojos de latão com a estampa de base correta para muitos cartuchos ICL.

## Variantes

### Calibre .22
- .22 ICL Gopher
- 218 ICL Bobcat
- .224 ICL Benchrester
- .219 ICL Wolverine
- .224 ICL Marmot

### Calibre .24–.26
- .25 ICL Magnum
- .25-35 ICL Coyote
- .257 ICL Whitetail
- .25-270 ICL Ram
- 6.5 ICL Boar
- 6.5mm ICL Magnum

### Calibre .27–.28
- .277 ICL Flying Saucer
- .270 ICL Magnum
- 7mm ICL Magnum
- 7mm ICL Tortilla
- 7mm ICL Wapiti

### Calibre .30
- .300 ICL Tornado
- .30/06 ICL Caribou
- .30 ICL Grizzly Cub
- .300 ICL Grizzly
- .30 ICL Magnum
- .300 ICL Magnum
- .303 ICL Improved

### Calibre .37
- .375 ICL Kodiak
- .375 ICL Magnum